# Hongshan, Renhua
Hongshan är en köping i sydöstra Kina. Den ligger i Renhua härad i staden Shaoguan i provinsen Guangdong, omkring 240 kilometer norr om provinshuvudstaden Guangzhou. Antalet invånare är 7 346. Befolkningen består av 3 464 kvinnor och 3 882 män. Barn under 15 år utgör 20,0 %, vuxna 15-64 år 71 %, och äldre över 65 år 8,0 %.